# Гребля Бахада
Гребля Бахада (Bakhada) – гідротехнічна споруда на півночі Алжиру.
Греблю спорудили в 1928 – 1936 роках на уеді Міна (Mina), який впадає ліворуч до уеду Челіф безпосередньо перед тим, як Челіф починає прориватись через прибережний хребет Тель-Атласу, щоб досягнути Середземного моря за сім десятків кілометрів на схід від Орану. При цьому можливо відзначити, що нижче по течії на Міні споруджена гребля Сіді-Мухамед-Бенауда. Водозбірний басейн вище від споруди складає 1275 км2, а її головним призначенням є іригація та водопостачання.
В межах проекту долину уеду перекрили кам’яно-накидною греблею із бетонним облицюванням висотою 40 метрів, що дозволило створити водосховище об’ємом 37 млн м3. В 1960-му греблю наростили на 5 метрів, що довело об’єм сховища до 51 млн м3. Підсумкові характеристики греблі склали – висота 45 метрів, довжина 220 метрів, ширина від 5 (по гребеню) до 100 (по основі) метрів. Поряд з греблею облаштовано водоскид, який може перепускати під час повені 2000 м3/с.
Станом на 2005 рік унаслідок замулення об’єм сховища скоротився до 39,9 млн м3 при нормальному рівні 584,8 метра НРМ, чому відповідає площа поверхні 4,34 км2. Під час повені рівень може зростати до 586 метрів НРМ, чому відповідає площа поверхні 4,69 км2 та об’єм 45,6 млн м3 (на той же 2005-й).
Проект греблі включав спорудження при ній міні-електростанції з двома турбінами потужністю по 1,7 МВт, які б використовували напір у 40 метрів. Електростанція стала до ладу в 1948-му, втім, наразі вона вже не рахується серед генеруючих об’єктів Алжиру.